# Liste der Nummer-eins-Hits in Kanada (2003)
Diese Liste enthält alle Nummer-eins-Hits in Kanada im Jahr 2003. Es gab in diesem Jahr zwölf Nummer-eins-Singles.
| Singles | Alben |
| --- | ----- |
| - Shania Twain – I'm Gonna Getcha Good! - 1 Woche (28. Dezember 2002 – 3. Januar 2003) - Jennifer Lopez – Jenny from the Block - 1 Woche (4. Januar – 10. Januar, insgesamt 4 Wochen) - Madonna – Die Another Day - 1 Woche (11. Januar – 17. Januar, insgesamt 8 Wochen; → 2002) - Jennifer Lopez – Jenny from the Block - 3 Wochen (18. Januar – 14. Februar, insgesamt 4 Wochen) - Las Ketchup – The Ketchup Song (Aserejé) - 3 Wochen (15. Februar – 7. März) - Christina Aguilera – Beautiful - 1 Woche (8. März – 14. März) - Céline Dion – I Drove All Night - 5 Wochen (15. März – 18. April) - Madonna – American Life - 2 Wochen (19. April – 2. Mai) - 50 Cent – In da Club - 5 Wochen (3. Mai – 6. Juni) - Radiohead – There There - 2 Wochen (7. Juni – 20. Juni) - Clay Aiken – Bridge over Troubled Water - 13 Wochen (21. Juni – 19. September) - Nickelback – Someday - 3 Wochen (20. September – 10. Oktober) - Ryan Malcolm – Something More - 13 Wochen (11. Oktober 2003 – 9. Januar 2004) |       |